# The Front Line Covers
『The Front Line Covers』（ザ・フロント・ライン・カヴァーズ）は、2008年12月28日に発売されたI'veのインディーズアルバム。

## 概要
I've GIRL's COMPILATIONシリーズの『regret』『verge』『Disintegration』の収録曲から選抜したI've初期の楽曲計12曲をリミックスし、Love Planet Fiveのボーカリスト5名がカヴァーしたアルバム。
ゲストクリエイターとしてトランス・ライヴユニット“UNI”のサウンド・プロデューサー、マニピュレーターとして活動し、I'veのリミックスアルバム『master groove circle』でもリミックスを手掛けたSINE6が参加している。
コミックマーケット75の会場および通販で限定販売された。価格は3,000円。品番はICD-66017。

## 収録曲
1. RIDE -The Front Line Covers-／川田まみ [5:17]
  - 作詞・作曲・編曲：高瀬一矢
2. DROWNING -The Front Line Covers-／島みやえい子 [6:18]
  - 作詞：KOTOKO／作曲：高瀬一矢／編曲：井内舞子
3. 季節の雫 -The Front Line Covers-／KOTOKO [5:22]
  - 作詞・作曲：高瀬一矢／編曲：中沢伴行
4. Days of promise -The Front Line Covers-／川田まみ [5:07]
  - 作詞：SAYUMI／作曲：高瀬一矢／編曲：C.G mix
5. そよ風の行方 -The Front Line Covers-／詩月カオリ [4:26]
  - 作詞・作曲：高瀬一矢／編曲：井内舞子
6. birthday eve -The Front Line Covers-／川田まみ [3:55]
  - 作詞：元長柾木／作曲：高瀬一矢／編曲：C.G mix
7. I will… -The Front Line Covers-／島みやえい子 [4:37]
  - 作詞：DIE、JUNO／作曲：中沢伴行／編曲：C.G mix
8. Two face -The Front Line Covers-／MELL [5:05]
  - 作詞：高瀬一矢、中沢伴行／作曲：高瀬一矢／編曲：中沢伴行、尾崎武士
9. One small day -The Front Line Covers-／詩月カオリ [5:06]
  - 作詞・作曲・編曲：高瀬一矢
10. Belvedia -The Front Line Covers-／KOTOKO [4:23]
  - 作詞：SAYUMI／作曲・編曲：高瀬一矢
11. Disintegration -The Front Line Covers-／MELL [5:10]
  - 作詞：Ben／作曲：高瀬一矢／編曲：SINE6
12. Dream to new world -The Front Line Covers-／詩月カオリ [4:41]
  - 作詞・作曲：高瀬一矢／編曲：中沢伴行